# 인류교
인류교(人類敎, Religion of Humanity) 또는 인도교(人道敎)는 프랑스 출신의 사회학자 오귀스트 콩트가 창시한 종교이다. 인류교는 내세와 초월이 없는 철저히 현세적인 종교이다. 철학자이며 사회학자로 실증주의와 사회학이라는 명칭의 창시자인 콩트는 사회현상을 설명하는데 있어 실증과학의 필요성을 강조한 학자이다. 
콩트가 주장한 사회의 정신적 진보는 신학적 단계와 형이상학적 단계그리고 과학적 단계로 나뉜다. 신학적 단계는 가족이 전형적인 사회단위이면서 사제와 군인이 지배집단을 형성하는 사회를 말한다. 형이상학적 단계는 신학적 단계보다 진보한 사회로 국가가 중요한 사회적 단위이면서 성직자, 법률가가 중심세력인 사회이다. 실증적 정신이 지배하는 사회인 과학적 단계의 사회가 가장 진보된 사회라고 보았던 콩트는 과학적 지식을 갖춘 성직자가 통치하는 사회가 이상사회라고 보았고 그런 사회를 건설하기 위해 '인류교'를 창시하였다. 
인류교가 지향하는 이상사회의 목표는 '사랑을 원리로, 질서를 기초로, 진보를 목표로'이며 콩트 스스로 자신을 과학적 지식에 의해 미래를 예측하는 지혜를 지닌 새로운 종교의 예언자라고 선언하였다. 여기서는 기존 종교에서와는 달리 인류의 합리적이고 과학적인 진보를 위해 기여한 이가 성인과 같은 추대를 받는다. 다만 그가 말하는 실증적 정신과 인류에 대한 감성적인 사랑이 어떻게 조화될 수 있는지에 대한 분명한 해명이 없었던 점은 비판의 대상이다.

## 같이 보기
- 기독교 인문주의
- 마누엘 에스트라다 카브레라
- 이성 숭배
- 사회학의 역사
- 인문주의
- 세속적 인본주의